# Вуазен-Делакруа, Альфонс
Альфонс Вуазен-Делакруа (фр. Alphonse Voisin-Delacroix; 9 сентября 1857, Безансон — 2 апреля 1893 года, Париж) — французский скульптор и художник-керамист.

## Биография

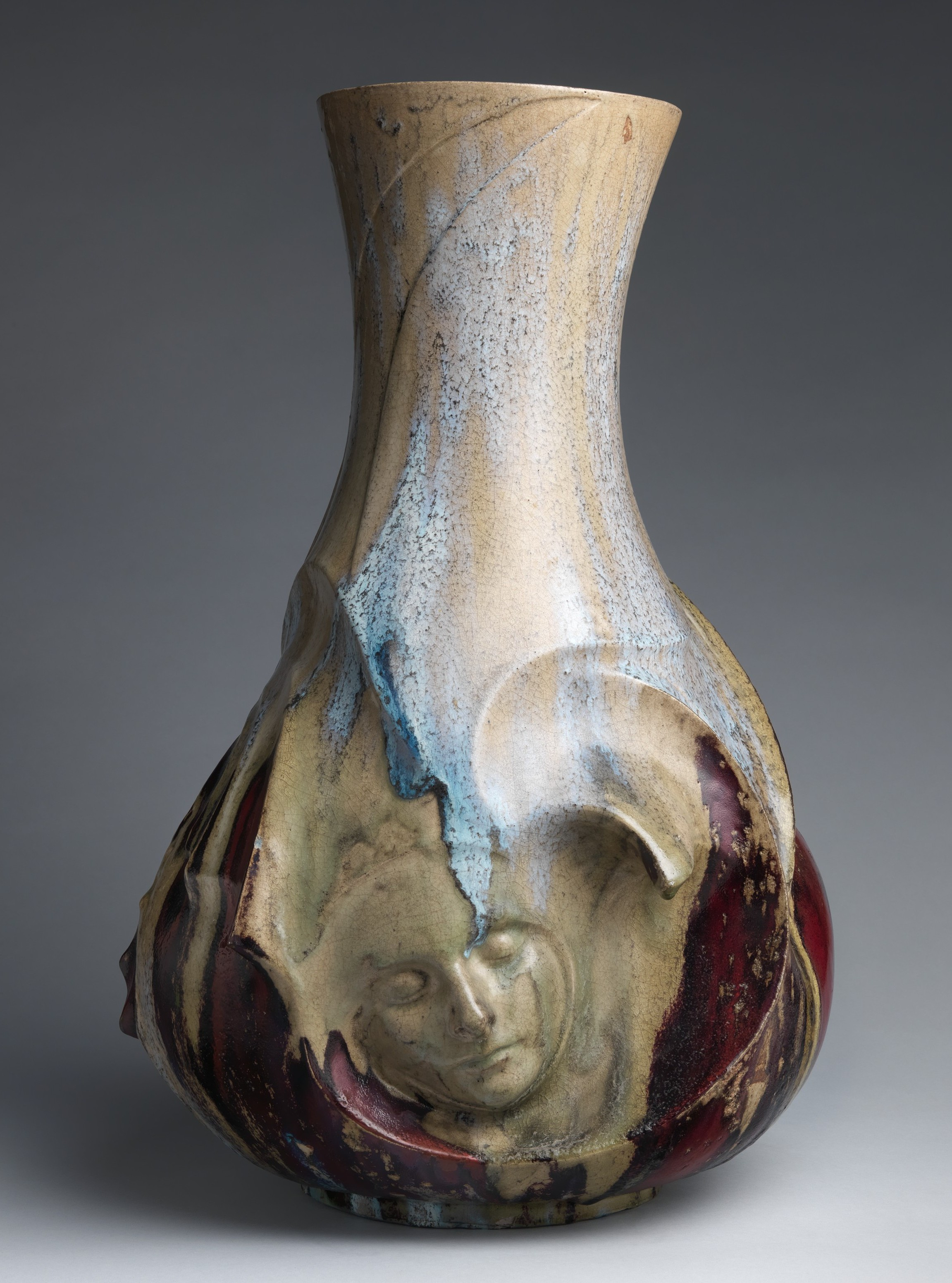
Ваза с ликом. 1892—1893. А. Вуазен-Делакруа и П.-А. Дальпейра

Альфонс Вуазен-Делакруа был внуком архитектора Альфонса Делакруа и троюродный брат по браку Виктора Консидерана, портрет которого он написал в 1890 году. Вуазен-Делакруа был учеником скульптора Анри Шапю.
В 1892 году он объединил усилия с керамистом Пьером-Адриеном Дальпейра. За год плодотворного сотрудничества оба художника создали множество изделий: ваз, фляг, различных сосудов с элементами скульптурного декора.
Их первая выставка в декабре 1892 года в галерее Жоржа Пети (1856—1920) была встречена энтузиазмом публики и продолжилась на экспозиции Всемирной выставки в 1893 году в Чикаго, после чего был заключен второй контракт, предусматривающий взаимные авторские права сроком на двенадцать лет, однако это плодотворное сотрудничество закончилось смертью Вуазен-Делакруа от плеврита 2 апреля 1893 года.
Дом скульптора «La Grange Huguenet» в Безансоне принадлежит потомкам Альфонса Делакруа и открыт для публики.